# Reprezentacja Słowacji w skokach narciarskich
Reprezentacja Słowacji w skokach narciarskich – grupa skoczków narciarskich wybrana do reprezentowania Słowacji w międzynarodowych zawodach przez Słowacki Związek Narciarski.

## Kadra na sezon 2020/2021
Źródło:

### Kobiety - kadra A
- Viktória Šidlová

### Mężczyźni - kadra A
- Erik Kapiaš

### Kobiety - kadra U16
- Tamara Mesíková

### Mężczyźni - kadra U16
- Hektor Kapustík
- Martin Šidlo
- Filip Sirági
- Jakub Karkalík
- Marek Badáni

## Kadra na sezon 2019/2020
Źródło:

### Kobiety – kadra A
- Viktória Šidlová

### Mężczyźni – kadra U16
- Marek Badáni
- Erik Kapiaš
- Hektor Kapustík
- Filip Sirági
- Martin Šidlo

### Kobiety – kadra U16
- Tamara Mesíková

## Kadra na sezon 2018/2019
Źródło:

### Mężczyźni – kadra U20
- Erik Kapiaš

### Mężczyźni – kadra U12
- Marek Badáni
- Hektor Kapustík

## Kadra na sezon 2013/2014

### Kadra A

#### Trenerzy
- Ján Tánczos (trener koordynator reprezentacji Słowacji)
- Pavel Mikeska (trener osobisty Tomáša Zmoraya)

#### Zawodnicy
- Tomáš Zmoray (rok urodzenia: 1989)
- Patrik Lichý (1992)

### Kadra B

#### Trener
- Josef Hýsek

#### Zawodnicy
- Tomáš Ondrejka (1997)
- Dominik Ďurčo (1997)
- Jozef Caban (1997)
- Viktória Šidlová (kobieta; 2001)